# Зіоменко Юрій Іванович
Юрій Іванович Зіоменко (25 січня 1939, Харків, Українська РСР — 17 червня 1996, Харків, Україна) — радянський та український вчений-правознавець, кандидат юридичних наук (1970), доцент. Спеціаліст у галузі цивільного права.
Викладав у Харківському юридичному інституті та Харківській державній академії міського господарства. Лауреат Державної премії Української РСР в галузі науки та техніки (1984).

## Біографія
Юрій Зіоменко народився 25 січня 1939 року в Харкові. Вищу освіту здобув у Харківському юридичному інституті (ХЮІ), який закінчив у 1962 році. Протягом наступних чотирьох років після закінчення ХЮІ працював адвокатом у Полтавській обласній колегії адвокатів.
У 1966 році почав працювати у ХЮІ, де послідовно обіймав посади аспіранта, асистента, старшого викладача і доцента. З 1984 по 1996 рік працював у Харківському інституті інженерів комунального будівництва (з 1989 року — Харківський інститут інженерів міського господарства, а з 1994 року — Харківська державна академія міського господарства), де викладав правові дисципліни.
Був народним засідателем Київського районного суду міста Харкова. Станом на 1984 рік був членом КПРС.
Юрій Іванович помер 17 червня 1996 року в Харкові.

## Наукова діяльність
У 1970 році, під науковим керівництвом Олександра Пушкіна, Зіоменко захистив дисертацію на здобуття наукового ступеня кандидата юридичних наук на тему «Сім'я і право на житлову площу в СРСР» (рос. Семья и право на жилую площадь). Його офіційними опонентами під час захисту дисертації були професор Ю. Г. Басін та доцент В. В. Луць. Мав вчене звання доцента.
До сфери наукових інтересів Юрія Зіоменка входили питання правового регулювання житлових відносин, позадоговірних відносин та приватної власності громадян. Його головними науковими працями були написані у співавторстві підручник «Радянське цивільне право» (рос. Советское гражданское право; 1983) та монографія «Конституційне право на приватну власність» (рос. Конституционное право на частную собственность). Вважається одним із засновників Харківської цивілістичної школи.
Був одним з офіційних опонентів на захисті кандидатської дисертації Є. О. Харитонова у 1980 році.
У 1984 році, за виданий у 1983 році підручник для вищих навчальних закладів «Радянське цивільне право»,  його основні автори: В. Ф. Маслов, О. А. Пушкін, В. К. Попов, М. Й. Бару, Ч. Н. Азімов, Д. Ф. Швецов, Ю. І. Зіоменко і В. С. Шелестов були нагороджені Державною премією Української РСР в галузі науки та техніки.